# S/2004 S 37
S/2004 S 37 – mały księżyc Saturna, odkryty przez Scotta S. Shepparda, Davida Jewitta i Jana Kleynę na podstawie 15 obserwacji przeprowadzonych Teleskopem Subaru w Obserwatoriach na Mauna Kea w latach 2004–2006. Jego odkrycie zostało ogłoszone 8 października 2019 roku w biuletynie elektronicznym Minor Planet Electronic Circular 2019-T159. W serii obserwacji zespołu Shepparda odkryto łącznie 20 nowych satelitów Saturna.
Nadano mu oznaczenie tymczasowe S/2004 S 37 i wciąż oczekuje na nazwanie.
Należy do grupy nordyckiej księżyców nieregularnych, poruszających się ruchem wstecznym, czyli przeciwnym do ruchu planety.